# Homoneura flava
Homoneura flava är en tvåvingeart som beskrevs av Kim 1994. Homoneura flava ingår i släktet Homoneura och familjen lövflugor. Inga underarter finns listade i Catalogue of Life.